# Namatakula
Pour les articles homonymes, voir Suva (homonymie).
Namatakula est une ville du pays océanique des Fidji. Située sur l'île Viti Levu, elle comptait 2 522 habitants, lors du dernier recensement en 1996. La population de la zone urbaine de Suva, dont elle fait partie, était de 167 975 lors du même recensement.
Les rugbymen Lote Tuqiri et Noa Nadruku en sont originaires.